# Republic of Doyle
Republic of Doyle est une série télévisée canadienne en 77 épisodes de 42 minutes créée par Allan Hawco et diffusée entre le 6 janvier 2010 et le 10 décembre 2014 sur le réseau CBC.
Cette série est inédite dans tous les pays francophones.

## Synopsis
Cette série met en scène les enquêtes de Malachy et Jake Doyle, un père et son fils, détectives privés à Saint-Jean de Terre-Neuve.

## Distribution
- Allan Hawco (en) : Jake Doyle
- Seán McGinley (en) : Malachy Doyle
- Lynda Boyd (en) : Rose Miller
- Krystin Pellerin (en) : Leslie Bennett
- Mark O'Brien : Des Courtney
- Marthe Bernard : Tinny Doyle
- Sean Panting : Walter McLean (31 épisodes)
- Rachel Wilson : Dr Nikki Renholds (21 épisodes)
- Michelle Nolden : Allison Jenkins (15 épisodes)
- Bob Cole (en) : voix de la République

## Épisodes

### Première saison (2010)
1. Titre français inconnu (Fathers and Sons)
2. Titre français inconnu (The Return of the Grievous Angel)
3. Titre français inconnu (The Duchess of George)
4. Titre français inconnu (Blood Is Thicker Than Blood)
5. Titre français inconnu (Hit and Rum)
6. Titre français inconnu (The One Who Got Away)
7. Titre français inconnu (The Woman Who Knew Too Little)
8. Titre français inconnu (The Tell-Tale Safe)
9. Titre français inconnu (He Sleeps With the Chips)
10. Titre français inconnu (The Pen Is Mightier Than the Doyle)
11. Titre français inconnu (A Horse Divided)
12. Titre français inconnu (The Fall of the Republic)

### Deuxième saison (2011)
Le 2 mars 2010, CBC a renouvelé la série pour une deuxième saison diffusée à partir du 12 janvier 2011.
1. Titre français inconnu (Live and Let Doyle)
2. Titre français inconnu (Popeye Doyle)
3. Titre français inconnu (A Stand Up Guy)
4. Titre français inconnu (The Son Also Rises)
5. Titre français inconnu (Something Old, Someone Blue)
6. Titre français inconnu (The Ryans And The Pittmans)
7. Titre français inconnu (Crashing on the Couch)
8. Titre français inconnu (Sympathy for the Devil)
9. Titre français inconnu (Will the Real Des Courtney Please Stand Up?)
10. Titre français inconnu (The Special Detective)
11. Titre français inconnu (Don't Gamble with City Hall)
12. Titre français inconnu (St. John's Town)
13. Titre français inconnu (Family Business)

### Troisième saison (2012)
Le 11 février 2011, CBC a renouvelé la série pour une troisième saison diffusée à partir du 11 janvier 2012.
1. Titre français inconnu (Streets of St. John's)
2. Titre français inconnu (Head Over Heels)
3. Titre français inconnu (Hot Package)
4. Titre français inconnu (Rusted Steele)
5. Titre français inconnu (Dead Man Talking)
6. Titre français inconnu (The Dating Game)
7. Titre français inconnu (High School Confidential)
8. Titre français inconnu (Two Jakes and a Baby)
9. Titre français inconnu (Mirror, Mirror)
10. Titre français inconnu (One Angry Jake)
11. Titre français inconnu (Live Wire)
12. Titre français inconnu (Con, Steal, Love)
13. Titre français inconnu (Under Pressure)

### Quatrième saison (2013)
Le 19 avril 2012, CBC a renouvelé la série pour une quatrième saison diffusée à partir du 6 janvier 2013.
1. Titre français inconnu (From Dublin With Love)
2. Titre français inconnu (Blood Work)
3. Titre français inconnu (Identity Crisis)
4. Titre français inconnu (Carlotta's Way)
5. Titre français inconnu (The Heroine)
6. Titre français inconnu (The Common Wealth)
7. Titre français inconnu (In Brigus)
8. Titre français inconnu (Multitasking)
9. Titre français inconnu (Retribution)
10. Titre français inconnu (Gimme Shelter)
11. Titre français inconnu (The Devil Inside)
12. Titre français inconnu (Return of the Kingpin)
13. Titre français inconnu (What Doesn't Kill You)

### Cinquième saison (2013-2014)
Le 3 avril 2013, CBC a renouvelé la série pour une cinquième saison diffusée depuis le 2 octobre 2013.
1. titre français inconnu (Bon Cop, Bueno Cop)
2. titre français inconnu (The Overpass)
3. titre français inconnu (Firecracker)
4. titre français inconnu (Gun For Hire)
5. titre français inconnu (The Works)
6. titre français inconnu (Missing)
7. titre français inconnu (Hook, Line and Sinker)
8. titre français inconnu (Young Guns)
9. titre français inconnu (Major Crimes)
10. titre français inconnu (Brothers In Arms)
11. titre français inconnu (Frame Job)
12. titre français inconnu (Sleight Of Hand)
13. titre français inconnu (Welcome Back Crocker)
14. titre français inconnu (If the Shoe Fits)
15. titre français inconnu (Expansion)
16. titre français inconnu (Buried)

### Sixième saison (2014)
En février 2013, la série a été renouvelée pour une sixième et dernière saison prévue pour l'automne 2014.
1. titre français inconnu (Dirty Deeds)
2. titre français inconnu (No Rest for the Convicted)
3. titre français inconnu (Smash Derby)
4. titre français inconnu (The Driver)
5. titre français inconnu (True Lies)
6. titre français inconnu (The Pint)
7. titre français inconnu (When the Whistle Blows)
8. titre français inconnu (Body of Evidence)
9. titre français inconnu (Judgement Day)
10. titre français inconnu (Last Call)